# Elio Maran
Elio Maran (Pieve di Cadore, 14 febbraio 1969) è un giocatore di curling italiano, di Cortina d'Ampezzo, giocatore del Curling Club Dolomiti.

## Carriera sportiva

### Nazionale
Nel 1986 entrò a far parte della nazionale italiana junior di curling con il ruolo di  second, partecipando al mondiale junior di Dartmouth in Canada. Elio rimase nella formazione nazionale fino al 1988 partecipando a tre campionati mondiali junior di curling totalizzando 27 presenze.
Il 15 marzo 1988 a Füssen, in Germania ovest, perdendo 0 a 16 contro la nazionale svizzera subisce la peggior sconfitta della nazionale italiana junior di curling di sempre.
CAMPIONATI
- Nazionale junior: 27 presenze
  - 1986 Dartmouth ( Canada) 10º classificato
  - 1987 Victoria ( Canada) 10º classificato
  - 1988 Füssen ( Germania Ovest) 10º classificato

### Campionato italiano
Giocatore del Curling Club Dolomiti vinse più volte il campionato italiano junior di curling.